# Hôtel de Cambacérès-Murles
L’hôtel de Cambacérès-Murles est un hôtel particulier situé à Montpellier, dans le département de l'Hérault.

## Histoire
La façade et la toiture donnant sur la place font l’objet d’une inscription au titre des monuments historiques depuis le 23 mars 1943.